# Frank Gambalie
Frank Peter Gambalie III (* 3. November 1970 in Antioch, Kalifornien; † 9. Juni 1999 im Merced River, Yosemite Valley, Kalifornien) war ein US-amerikanischer Basejumper. Der unter dem Spitznamen „The Gambler“ bekannte Gambalie ertrank nach einem illegalen Sprung von El Capitan auf der Flucht vor Rangern des Yosemite-Nationalparks.

## Biografie

### Kindheit und Jugend
Frank Gambalie III wuchs in Antioch, einer von der Arbeiterklasse geprägten Vorstadt von San Francisco auf. Sein Vater, Frank Gambalie Jr., war Vorarbeiter auf einer Shell-Erdölanlage in der Bay Area. Bereits als Teenager soll er „rastlos“ gewesen sein und einen Drang zu sportlichen Extremen verspürt haben. Nach dem Highschool-Abschluss 1989 schlug sich der versierte Skifahrer, Skateboarder und Bungeespringer mit Gelegenheitsjobs durch. 1992 zog er nach Squaw Valley, wo er in der Szene der Felskletterer und Bungeespringer verkehrte. Binnen eines Jahres etablierte er sich als einer der angesehensten Bungeespringer des Ortes.

### Basejumping
Durch einen Skifilm wurde der 22-Jährige auf das Basejumping aufmerksam und fing selbst damit an, nachdem er gelernt hatte, mit einem Fallschirm umzugehen. Indem er akrobatische Einlagen wie Dreifach- und Vierfachsaltos in seine Sprünge einbaute, erwarb er sich innerhalb der Szene schnell einen gewissen Ruf. Während professionelle Basejumper Mitte der 90er Jahre fast ausschließlich als Stuntleute im Filmgeschäft tätig waren, wählte der Kalifornier einen anderen Weg. Anstatt nach Hollywood zu gehen, vermarktete sich Gambalie selbst, trat mit einem Demoband auf Abenteuermessen auf und konnte damit einige zahlungskräftige Sponsoren gewinnen. Bis zu seinem Tod gehörten K2, Nike, Oakley, Obermeyer und Red Bull zu seinen Geldgebern. Er sprang unter anderem von Bauwerken wie dem Chrysler Building und dem Kölner Dom und führte in den Bergen Ski-Basejumps durch. Bei einem Auftritt in Staffel vier der Fernsehserie The Extremists ist er zu sehen, wie er in T-Shirt und Shorts rückwärts von einer Brücke in North Carolina abspringt, wild durch die Luft wirbelt und mehrere Saltos macht, bevor er seinen Fallschirm auslöst. Nach der Landung bekennt er, die Konsequenzen seiner meist illegalen Aktionen mehr zu fürchten als die Sprünge selbst:

“I can handle the jump, the jump you can control. It’s the authorities you can’t control. Getting caught – that’s what scares me.”

„Ich kann den Sprung bewältigen, den kann man kontrollieren. Es sind die Behörden, die man nicht kontrollieren kann. Geschnappt werden – das ist, was mir Angst macht.“

Wie auf viele Basejumper übte der Yosemite-Nationalpark mit seinen über 1000 Meter hohen Felswänden auch auf Gambalie eine besondere Faszination aus. 1998 sprang er erstmals über die Südwestwand von El Capitan, dem berühmtesten Monolithen des Parks. Der Code of Federal Regulations verbietet Fallschirmsprünge und andere Arten der Luftbeförderung in US-Nationalparks ohne ausdrückliche Genehmigung (36 CFR § 2.17). Obwohl den Yosemite-Rangern bei der Ahndung dieser Ordnungswidrigkeit ein besonders strenges Vorgehen nachgesagt wird, blieb er zunächst unentdeckt. Erst als im November desselben Jahres ebendort sein guter Freund, der Extremkletterer Dan Osman, tödlich verunfallte und er bis zum Eintreffen der Einsatzkräfte bei dessen Leichnam ausharrte, geriet Gambalie in den Fokus der Parkleitung.

### Unfalltod

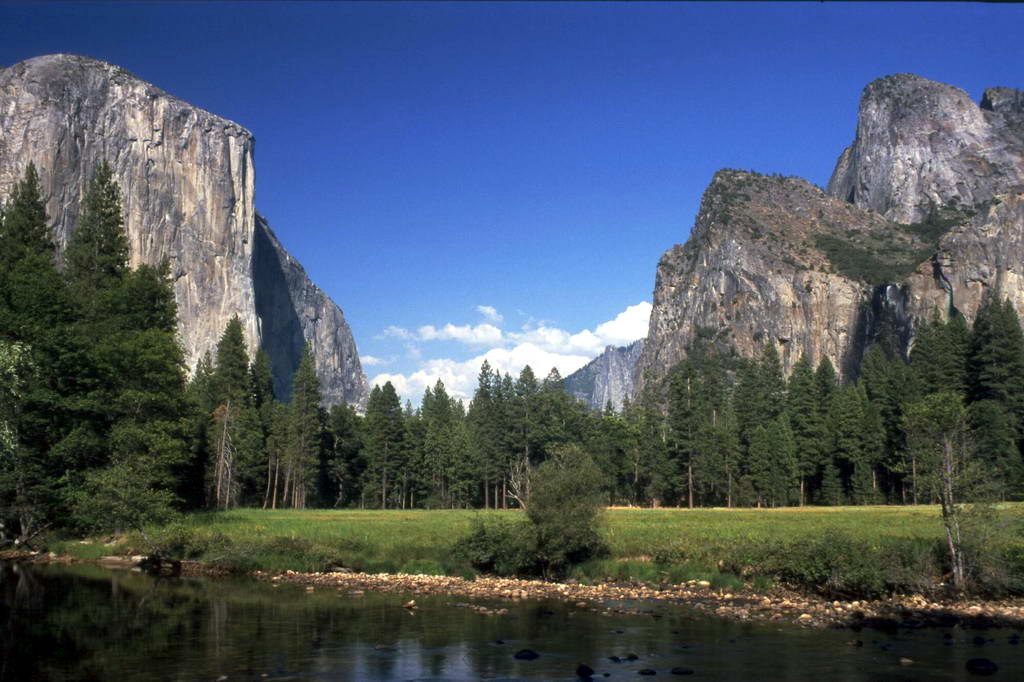
El Capitan (links) und Cathedral Rocks über dem Merced River (1999)

Nachdem er die folgenden sieben Monate mit Filmprojekten verbracht hatte, kehrte Gambalie ins Yosemite Valley zurück. Mit dem Ziel, seinen Basejump von El Capitan zu wiederholen, fuhr er am Morgen des 8. Juni 1999 allein mit dem Auto in den Park. Am Nachmittag traf er sich mit seinem Freund Andy West auf dem Gipfel, wo die beiden über Nacht campierten. Um 5:10 Uhr am nächsten Morgen (kurz vor Sonnenaufgang) sprang Gambalie über die Südwestwand, löste nach 16 Sekunden im freien Fall seinen Fallschirm aus und landete 1100 Meter tiefer sicher am westlichen Rand der El-Capitan-Wiese. Kurz nach der Landung wurde er offenbar von Rangern überrascht, ließ seine Ausrüstung zurück und rannte in Richtung des Ufers des Merced River. Wie seine Verfolger später bekannt gaben, soll er im Bereich der Mündung des Ribbon Creek kopfüber ins Wasser gesprungen sein und versucht haben, den an dieser Stelle ruhigen Fluss schwimmend zu überqueren. Allerdings wurde er abgetrieben und verschwand in den Stromschnellen hinter einem Felsen aus dem Blickfeld der Ranger. West, der Gambalies Stunt beobachtet hatte, wartete auf dem Gipfel vergeblich auf einen Anruf seines Freundes und verließ den Nationalpark schließlich aus Angst, in das Visier der Ranger zu geraten, allein.
Wochenlang galt Gambalie als verschwunden. Innerhalb der Szene kursierten Gerüchte, er hätte fluchtartig das Land verlassen oder würde sich in den Wäldern von Yosemite verstecken. Am 7. Juli bargen Rettungstaucher etwa 300 Meter flussabwärts von jener Stelle, an der er in den Fluss gesprungen war, seine Leiche. Laut Freunden und Kollegen hatte sich Gambalie stets gewissenhaft auf seine Unternehmungen vorbereitet. Dass er in den, durch die Schneeschmelze bedingt, Hochwasser führenden und kalten Merced River gesprungen war, passte für viele nicht in dieses Bild. Nicht zuletzt deswegen wurden Stimmen laut, er wäre durch die Ranger gedrängt worden, diese hochgefährliche Fluchtroute zu wählen. Laut seiner Mutter hatte Frank seit Osmans Tod Angst, die Parkverantwortlichen könnten an ihm ein Exempel statuieren.
Am 16. Juli wurde der Verstorbene in seiner Heimatstadt Antioch unter der Anteilnahme von 300 Personen bestattet.

## Nachwirkung
Frank Gambalie, der als erster professioneller US-Basejumper abseits von Hollywood gilt, brachte laut ESPN mit seinen spektakulären Manövern in der Luft „Glamour“ in eine Sportart, die zuvor sowohl durch ihre Geheimhaltung als auch ihr Risiko gekennzeichnet war. Sein tragischer Tod bedeutete den vorläufigen Höhepunkt eines Konflikts zwischen der Extremsport-Gemeinschaft und den Verantwortlichen des Yosemite-Nationalparks. Durch die strenge Verfolgung der Sportler mit Geldstrafen von bis zu 5000 Dollar, der Konfiszierung der Ausrüstung und – bei Widerstand – bis zu sechs Monaten Freiheitsstrafe, hatte sich unter den Sportlern eine Art „Jump-and-Run-Ethos“ entwickelt. Gambalie und der im Jahr zuvor verunglückte Dan Osman wurden von vielen in der Szene zu Opfern dieses Trends stilisiert. Andere meinten jedoch, dass das „Katz-und-Maus-Spiel“ mitunter Teil des Adrenalinkicks und Unfälle wie jene der beiden genannten individuelle Fehler seien. Laut Dan Horner, der die Verantwortung seiner Ranger an den beiden Toden zurückwies, wurden um 2000 jährlich nur rund fünf Prozent aller Basejumper in Yosemite gefasst. Bis dahin registrierte der Park 6000 illegale Sprünge, von denen gerade einmal 0,1 Prozent tödlich endeten.
In Gambalies Andenken fand am 22. Oktober 1999 eine Protestaktion gegen das Basejumping-Verbot im Nationalpark statt. Neben nationalen Medien wie ESPN und AP sowie über  200 Schaulustigen waren auch mehrere Ranger anwesend und standen bereit, die teilnehmenden Basejumper am Fuß von El Capitan festzunehmen. Die 60-jährige Stuntfrau Jan Davis kam dabei zu Tode, weil es ihr nicht gelang, ihren Fallschirm auszulösen. Wie sich herausstellte, war sie mit einem geliehenen Fallschirm abgesprungen, um der Konfiszierung ihres eigenen Materials vorzubeugen. Der Protest, der die Sicherheit der Sportart demonstrieren und die Diskussion um eine Legalisierung anstoßen sollte, wurde dadurch zum Misserfolg.
Gambalie beeinflusste viele weitere Basejumper, darunter einen seiner „Schüler“, den Extremskifahrer Shane McConkey.

## Filmografie (Auswahl)
- 1996: The Extremists (Fernsehserie, 1 Episode)
- 1997: Snowriders II
- 2000: There‘s Something About McConkey (Extras)
- 2013: McConkey (Dokumentarfilm, Archivmaterial)